# سیارک ۱۸۱۱۷
سیارک ۱۸۱۱۷ (به انگلیسی: 18117 Jonhodge، نامگذاری:2000NY23) هجده هزار و صد و هفدهمین سیارک کشف شده‌است که در ۵ ژوئیه ۲۰۰۰ کشف شد.
قدر مطلق سیارک برابر ۱۷.۰ است.